# Huíla (provincie)
Huíla is een in het zuidwesten van Angola gelegen provincie. De provincie grenst enkel aan andere provincies van Angola en heeft geen kustlijn. De hoofdstad is Lubango. In Huíla bevindt zich het Nationaal Park Bicuari en de provincie is tevens de woonplaats van traditionele Afrikaanse stammen waaronder de Bosjesmannen.

## Gemeenten
| - Quilengues - Lubango - Humpata - Chibia - Chiange - Quipungo - Caluquembe | - Caconda - Chicomba - Matala - Jamba - Chipindo - Kuvango |

## Economie
De landbouw van Huíla brengt vooral katoen, aardappelen, citrusvruchten, bonen, tabak, tarwe, papaja, mango, massambala en massango voort. Verder wordt ook aan veeteelt gedaan.
De bodem brengt ijzer, goud, kaolien en mineraalwater op. Naast mijnbouw worden ook bouwmaterialen, keramiek, schoenen, hout en meubelen geproduceerd.